# اتنز (جورجیا)
اتنز (به انگلیسی: Athens, Georgia) یک شهر در ایالات متحده آمریکا با جمعیت ۱۱۵٬۴۵۲ نفر است که در جورجیا واقع شده است.
اتنز یک شهر دانشگاهی در شمال شرقی ایالت جورجیا در ایالات متحده آمریکا است. این شهر به دلیل حضور دانشگاه جورجیا شهرت دارد که یکی از قدیمی‌ترین و معتبرترین دانشگاه‌های آمریکا است و نقش مهمی در زندگی و فرهنگ شهر ایفا می‌کند.
اتنز دارای فضایی هنری و فرهنگی غنی است و به‌ویژه در زمینه موسیقی بسیار معروف است. این شهر در دهه‌های گذشته یکی از مراکز مهم موسیقی راک و آلترناتیو بوده و گروه‌های موسیقی مشهوری مانند آر.ئی.ام. و د بی-۵۲ز از اینجا برخاسته‌اند.
اتنز همچنین به داشتن فضاهای سبز و پارک‌های زیبا مشهور است و ترکیبی از سبک زندگی شهری و روستایی را ارائه می‌دهد. این شهر با حدود ۱۲۰ هزار نفر جمعیت (با در نظر گرفتن منطقه کلان‌شهری)، یکی از نقاط مهم فرهنگی و آموزشی ایالت جورجیا محسوب می‌شود.